# Южный Парк (3-й сезон)
Третий сезон американского анимационного телесериала «Южный Парк» впервые транслировался в США на телеканале Comedy Central с 7 апреля 1999 года по 12 января 2000 года.

## Актёрский состав

### Основной состав
- Трей Паркер — Стэн Марш / Эрик Картман / Рэнди Марш / мистер Гаррисон / Клайд Донован / мистер Хэнки / мистер Маки / Стивен Стотч / Джимми Волмер / Тимми Барч / Филлип
- Мэтт Стоун — Кайл Брофловски / Кенни Маккормик / Баттерс Стотч / Джеральд Брофловски / Стюарт Маккормик / Пип Пиррип / Крэйг Такер / Джимбо Керн / Терренс / Твик Твик / Иисус
- Мэри Кей Бергман (эпизоды 1—12) — Лиэн Картман / Шейла Брофловски / Шелли Марш / Шерон Марш / миссис Маккормик / Венди Тестабургер
- Элиза Шнайдер (эпизоды 16—17) — Шерон Марш / мисс Крабтри
- Айзек Хейз — Шеф

### Приглашённые звёзды
- Дженнифер Энистон — мисс Стивенс[2]
- Джонатан Дэвис, Джеймс Шаффер, Брайан Уэлч, Реджинальд Арвизу и Дэвид Сильверия в роли самих себя[3]

## Эпизоды
| № общий | № в сезоне | Название                                                                                 | Режиссёр                | Автор сценария                          | Дата премьеры   | Произв. код |
| --- | ---------- | ---------------------------------------------------------------------------------------- | ----------------------- | --------------------------------------- | --------------- | ----------- |
| 32 | 1          | «Джунгли-Шмунгли» «Rainforest Shmainforest»                                              | Трей Паркер и Эрик Стоф | Трей Паркер и Мэтт Стоун                | 7 апреля 1999   | 301         |
| Друзья вынуждены участвовать в музыкальной кампании в защиту исчезающих тропических лесов. Кенни влюбляется, и эта любовь помогает ему выжить.                                                                           |            |                                                                                          |                         |                                         |                 |             |
| 33 | 2          | «Самопроизвольное возгорание» «Spontaneous Combustion»                                   | Мэтт Стоун              | Трей Паркер, Мэтт Стоун и Дэвид Гудман  | 14 апреля 1999  | 302         |
| Отец Стэна должен выяснить, почему люди стали самопроизвольно возгораться. Картмана распинают на кресте. |            |                                                                                          |                         |                                         |                 |             |
| 34 | 3          | «Суккуб» «The Succubus»                                                                  | Трей Паркер             | Трей Паркер                             | 21 апреля 1999  | 303         |
| Шеф собирается жениться. Друзья волнуются, потому что он и особенно его невеста ведут себя как-то странно, и пытаются помешать свадьбе.                                                                                  |            |                                                                                          |                         |                                         |                 |             |
| 35 | 4          | «Яковозавры» «Jakovasaurs»                                                               | Мэтт Стоун              | Трей Паркер, Мэтт Стоун и Дэвид Гудман  | 16 июня 1999    | 305         |
| Город старается спасти вымирающий вид — яковозавров. Однако постепенно эти животные начинают раздражать всех, кроме Картмана.                                                                                            |            |                                                                                          |                         |                                         |                 |             |
| 36 | 5          | «Твик против Крейга» «Tweek vs. Craig»                                                   | Трей Паркер             | Трей Паркер                             | 23 июня 1999    | 304         |
| Друзья тренируют двух одноклассников, чтобы те подрались. Учитель труда мистер Адлер вспоминает погибшую невесту. |            |                                                                                          |                         |                                         |                 |             |
| 37 | 6          | «Панда сексуальных домогательств» «Sexual Harassment Panda»                              | Эрик Стоф               | Трей Паркер                             | 7 июля 1999     | 306         |
| Человек, искренне верящий, что он панда, рассказывает школьникам о сексуальных домогательствах и судебных исках. |            |                                                                                          |                         |                                         |                 |             |
| 38 | 7          | «Кошачья оргия» «Cat Orgy»                                                               | Трей Паркер             | Трей Паркер                             | 14 июля 1999    | 307         |
| Мама Картмана отправляется на вечеринку, а Эрику приходится нелегко со своей няней — Шелли Марш. У его кошки Китти течка.                                                                                                |            |                                                                                          |                         |                                         |                 |             |
| 39 | 8          | «Два голых парня в горячей ванне» «Two Guys Naked in a Hot Tub»                          | Трей Паркер             | Трей Паркер, Мэтт Стоун и Дэвид Гудман  | 21 июля 1999    | 308         |
| Стэн вынужден отправиться на вечеринку по поводу метеоритного дождя и общаться с главными отщепенцами школы. Его отец, Рэнди, нервничает после того, как он и отец Кайла, Джеральд, вместе мастурбируют в горячей ванне. |            |                                                                                          |                         |                                         |                 |             |
| 40 | 9          | «Иубилей» «Jewbilee»                                                                     | Трей Паркер             | Трей Паркер                             | 28 июля 1999    | 309         |
| Кайл, Кенни и Айк отправляются в еврейский скаутский лагерь. Там людям является Моисей. |            |                                                                                          |                         |                                         |                 |             |
| 41 | 10         | «Отличная загадка группы Korn о пиратском призраке» «Korn’s Groovy Pirate Ghost Mystery» | Трей Паркер             | Трей Паркер                             | 27 октября 1999 | 312         |
| Город празднует Хэллоуин. Друзья пытаются напугать пятиклассников. В город приезжает с концертом группа «Korn». |            |                                                                                          |                         |                                         |                 |             |
| 42 | 11         | «Чинпокомон» «Chinpokomon»                                                               | Эрик Стоф и Трей Паркер | Трей Паркер                             | 3 ноября 1999   | 310         |
| Друзья увлечены новой игрой из Японии — чинпокомонами. Взрослые начинают беспокоиться, так ли эта мода безопасна. |            |                                                                                          |                         |                                         |                 |             |
| 43 | 12         | «Увлекательная фонетика с обезьянкой» «Hooked on Monkey Fonics»                          | Трей Паркер             | Трей Паркер                             | 10 ноября 1999  | 313         |
| С помощью специальной обезьянки Картман надеется выиграть конкурс по произношению слов по буквам. Друзья знакомятся с детьми, находящимися на домашнем обучении.                                                         |            |                                                                                          |                         |                                         |                 |             |
| 44 | 13         | «Кошмарный Марвин в космосе» «Starvin’ Marvin in Space»                                  | Трей Паркер             | Трей Паркер, Мэтт Стоун и Кайл Маккалох | 17 ноября 1999  | 311         |
| Кошмарный Марвин находит корабль пришельцев и начинает искать своему народу новый дом. Друзья пытаются спасти его от правительства и христианской организации.                                                           |            |                                                                                          |                         |                                         |                 |             |
| 45 | 14         | «Алый знак веселья» «The Red Badge of Gayness»                                           | Трей Паркер             | Трей Паркер                             | 24 ноября 1999  | 314         |
| В традиционной реконструкции гражданской войны между Севером и Югом Картман играет за южан, подговаривая пьяную компанию побить северян.                                                                                 |            |                                                                                          |                         |                                         |                 |             |
| 46 | 15         | «Классические рождественские песни от мистера Хэнки» «Mr. Hankey’s Christmas Classics»   | Трей Паркер             | Трей Паркер                             | 1 декабря 1999  | 315         |
| Музыкальный эпизод, в котором исполняются отдельные песни с CD «Mr. Hankey’s Christmas Classics». |            |                                                                                          |                         |                                         |                 |             |
| 47 | 16         | «Господь, ты там? Это я, Иисус» «Are You There God? It’s Me, Jesus»                      | Эрик Стоф               | Трей Паркер                             | 29 декабря 1999 | 316         |
| Стэн страдает от одиночества, потому что его друзья решили, что у них начался период полового созревания, и Картман создаёт для них клуб.                                                                                |            |                                                                                          |                         |                                         |                 |             |
| 48 | 17         | «Всемирный флейтовый концерт» «World Wide Recorder Concert»                              | Эрик Стоф               | Трей Паркер                             | 12 января 2000  | 317         |
| Мистер Гаррисон страдает из-за давней психологической травмы. Друзья решают пошалить на всемирном флейтовом концерте. |            |                                                                                          |                         |                                         |                 |             |

## Производство
После второго сезона «Южного Парка» создатели шоу Трей Паркер и Мэтт Стоун начали брать на себя больше творческого контроля над сериалом, чем в предыдущем сезоне. Паркер и Стоун открыто выразили неприязнь ко второму сезону в целом. «Во втором сезоне много забавного», — заметил Стоун, но Паркер согласился, что они всё ещё учатся писать сценарий к сериалу. Они последовали совету друзей из телеиндустрии и позволили другим сценаристам писать сценарии и брать на себя больший контроль над шоу, о чём они позже пожалели. Они даже рассматривали возможность создания шоу для телевещания и ухода из Южного парка, но решили продолжить работу над ним. В комментариях к DVD к третьему сезону Паркер посоветовал зрителям «выбросить DVD-диски второго сезона. Мне не нравятся эти шоу». Позже Паркер сказал то же самое о третьем сезоне: «Если бы мне пришлось навсегда стереть что-нибудь из библиотеки, это было бы что угодно до четвёртого сезона. На это просто неловко смотреть. Ладно, нам было примерно 26, 27. Но это как: „Правда? Мы думали, что это смешно? Мы думали, что это хорошо написано? О, Боже, это ужасно“».